# Casting Society of America
Pour les articles homonymes, voir CSA.
 (janvier 2021).
Si vous disposez d'ouvrages ou d'articles de référence ou si vous connaissez des sites web de qualité traitant du thème abordé ici, merci de compléter l'article en donnant les références utiles à sa vérifiabilité et en les liant à la section « Notes et références ».
La Casting Society of America (CSA) est une association professionnelle américaine de directeurs de casting pour le cinéma, la télévision et le théâtre en Australie, au Canada, en Italie, au Royaume-Uni et aux États-Unis. Fondée à Los Angeles en 1982, elle est non syndicale. Les membres de cette association sont autorisés à utiliser la désignation « C.S.A. » après leur nom, notamment dans les génériques.
Elle remet chaque année depuis 1985 les Casting Society of America Awards (CSA Awards) ou Artios Awards qui récompensent les meilleurs castings aussi bien pour le cinéma que pour les séries télévisées ou les pièces de théâtre.

## Catégories de récompense
- Prix Artios (Artios Awards)
- Meilleur casting pour un film de comédie (Best Casting for Feature Film, Comedy / Best Feature Film Casting - Comedy)